# Call my name (GARNET CROWの曲)
「call my name」（コール マイ ネーム）は、GARNET CROWの8枚目のシングル。2001年8月8日にGIZA studioから発売された。

## 解説
この楽曲は古井弘人がアレンジにひときわこだわりをもって制作、GARNET CROWの中で一番好きな曲であるという。
この曲で、中村由利とAZUKI七が初めてラジオ番組に出演した。

## 収録曲
1. call my name
  - 作詞：AZUKI七 / 作曲：中村由利 / 編曲：古井弘人

テレビ東京系アニメ『PROJECT ARMS』エンディングテーマ[1]
2. トランス・トラップ
  - 作詞：AZUKI七 / 作曲：中村由利 / 編曲：古井弘人
3. call my name -N.D. meets Sax Mix-
  - 作詞：AZUKI七 / 作曲：中村由利 / リミックス：Napoleon Dynamite
4. call my name 〜Instrumental〜

## 収録アルバム
- SPARKLE 〜筋書き通りのスカイブルー〜（#1）
- GIZA studio Masterpiece BLEND 2001（#1）
- Best（#1）
- THE BEST History of GARNET CROW at the crest...（#1）
- GIZA studio presents -Girls-（#1）
- GOODBYE LONELY 〜Bside collection〜 (#2)
- THE ONE 〜ALL SINGLES BEST〜（#1）
- GARNET CROW REQUEST BEST（#1）
- GARNET CROW BEST OF BALLADS（#1）